# Dějiny psychiatrie
Dějiny psychiatrie jsou dějinami léčitelské a později lékařské disciplíny, která se zabývá popisem, klasifikací a léčbou duševních poruch a onemocnění.

## Starověký Egypt
Ve starověkém Egyptě byly choroby duše připisovány zlým duchům a léčeny zaříkáváním a modlitbami. Texty takových modliteb obsahuje například Ebersův papyrus. Náboženské formule byly odříkávány při tzv. chrámovém spánku, do nějž byl nemocný uvozen kněžími. K léčbě se užívalo také hudby, tance, obveselování nemocných, tělesného pohybu a procházek po chrámových zahradách. Duševně nemocní v chrámech často nacházeli azyl.

## Babylonie
I v Babylonii se za původce duševních chorob považovali zlí duchové. Léčba spočívala v přednášení zaříkavacích formulí a podávání chuťově a čichově odpudivých léků, které měly uspíšit vyhnání démona z těla.
Z doby novobabylónské pochází popis nemoci krále Nebukadnesara II., jenž propadl trudnomyslnosti, přerušované výbuchy hněvu. Později začal zanedbávat svůj vzhled a bezcílně se potuloval po okolí. Podle dobových záznamů choroba trvala sedm let a král se z ní nakonec zcela zotavil.

## Starověká Indie
Také starověcí Indové se domnívali, že příčinou duševních nemocí jsou zlí duchové, kteří způsobují charakteristické příznaky (například démon Gandharva vyvolával neklid a vzrušenost, démon Pišaka ztrátu paměti a zanedbávání hygieny a podobně).
Lékaři praktikující ájurvédu již považovali za sídlo duše a duševních projevů lidský mozek.
Mezi významné pozdější staroindické lékaře patřili Čaraka, Sušruta a Vágbhata. Z jejich spisů pochází popis vzniku epilepsie a blíže nespecifikovaného šílenství. Příčinou šílenství podle nich byla nevhodná strava, špatné mísení tělních tekutin, nezvládnuté vášně či otrava jedy. Léčba se stanovovala podle příčiny – dietou, cvičením v sebeovládání, atd.
Staroindičtí lékaři s nemocnými zacházeli vlídně a jako první pochopili význam a účinek terapie slovem.

## Starověká Čína
Stejně jako v ostatních starověkých kulturách si Číňané vysvětlovali duševní choroby jako působení démonů, kouzel a temných sil. Léčba spočívala v jejich vyhánění pomocí rituálů, náboženských obřadů a proseb k bohům, ale také potíráním těla nemocného zapáchajícími mastmi.
Psychickými onemocněními se mimo jiné zabývá i nejstarší čínská učebnice lékařství Nej-ťing. Vedle obvyklé léčby vyháněním zlých duchů a sil zmiňuje také vymlouvání chorobných myšlenek či změnu prostředí. V knize se zmiňuje také existence jakýchsi zařízení pro léčbu duševně chorých.

## Izrael
Pozoruhodné popisy duševních onemocnění se objevují ve Starém zákoně. Podrobně je vylíčeno například onemocnění krále Saula, která přibližně odpovídá maniodepresivní psychóze, sami Izraelci si však jeho nemoc vykládali jako hněv a trest Boží.
Změna v chápání psychických chorob přichází až když talmudští učenci přijali Hippokratovu teorii tělních tekutin; léčba těchto onemocnění pak spadá především do kompetence lékařů a modlitby hrají jen pomocnou roli.
Za duševní chorobu považovali Izraelité také epilepsii. Ta byla spolu s psychiatrickými chorobami důvodem k osvobození od soudu a trestu.
Okolo roku 500 n. l. existuje v Jeruzalémě nemocnice určená výhradně pro duševně choré.[zdroj?]

## Starověké Řecko
Fenomén duševních chorob popisují již eposy Ilias a Odysseia (například u Alanta, Oresta či Oidipa). Jejich příčinou jsou zlí duchové či trest bohů.
K tradici starořeckého lékařství patřily tzv. Asklepeiony – chrámy zasvěcené bohu Asklépiovi, jejichž část byl vyhrazena pro nemocné tělesně i duševně. Nemocní byli léčeni spánkem, ale také dietou, masážemi a koupelemi. Léčení bylo v rukou chrámových kněží a mělo povahu náboženského rituálu.
Počátkem 6. století př. n. l. vznikají nové filozofické a přírodovědecké koncepce, které ovlivnily také pohled na lékařství. Řecký filosof Pythágorás (a stejně tak i filosof Alkmaión) označuje mozek za sídlo myšlení, duševní činnosti a syntézy smyslových vjemů, původ psychických chorob pak vidí v jeho onemocnění.
Zakladatel vědeckého lékařství Hippokratés († asi 377 př. n. l.), jehož názory – později shrnuté v díle Corpus Hippocraticum – ovlivnily podobu lékařství v dalších staletích, přichází s typologií osobnosti založenou na učení o temperamentech a čtyřech tělních tekutinách. Má-li v mozku převahu tzv. černá žluč, vzniká melancholia, projevující se zádumčivostí a smutkem. Opakem pak je mania, projevující se neklidem a vznětlivostí, jejíž příčinou je nadbytek tzv. žluté žluči. Dále Hippokratés rozeznává tzv. frenitis a parafrenitis, projevující se zmateností či zuřivostí. Za jejich původce označil tělesné choroby. Všechna psychická onemocnění souhrnně označoval pojmem paranoia. Hippokratem začíná soustavnější vývoj péče o duševně nemocné a vědeckého vysvětlení psychických chorob. Také on pokládal za centrum duševní činnosti mozek. Hippokratés také zavedl termín hysteria, kterým označoval tělesné onemocnění vznikající tehdy, kdy děloha (jež dle jeho domněnek volně putuje po těle) vystoupí příliš vysoko. Hippokratés také zmiňuje psychická onemocnění poporodního období, delirantní stavy i dysfunkce paměti. Domníval se také, že klíčem k psychickým nemocem mohou být pacientovy sny. Jako léčebné metody užíval pouštění žilou, dávidel a projímadel, uspávacích a močopudných rostlin i nerostných látek. Léčbu doplňoval zábaly, houpáním nemocného na visuté posteli a tělesným cvičením.